# Црква Рођења Пресвете Богородице у Новацима
Црква Рођења Пресвете Богородице је православни храм Српске православне цркве, Епархије Ваљевске, Намесништва Тамнавског. Црква се налази у селу Новаци, општина Уб, Колубарски округ. Храм је посвећен рођењу Пресвете Богородице које се слави 21. септембра (8. по Јулијанском календару). Једна је од најстаријих цркава у овом делу Србије. Представља непокретно културно добро као споменик културе.

## Историја
Садашња црква изграђена је 1857. године. Поуздано се зна из историјских записа да је раније на том месту постојао манастир бар од 1727. године. Манастир је за време Првог српског устанка служио као складиште муниције и барута па је једном приликом у експлозији уништена ранија црква.

## Локација
Црква Рођења Пресвете Богородице налази се у југоисточном делу села Новаци, 500 метара од регионалног пута Уб-Коцељева. Смештена је испод бивше црквене шуме изнад које је и једно од сеоских гробља. Удаљена је 16 km од градског насеља Уб, око 49 km од Ваљева, 46 km од Обреновца и око 76 km од Београда.

## Основни подаци
Црква је једнобродне основе са три полукружне апсиде, олтарском и певничком, пространим и високим наосом и припратом изнад које је галерија. Западним прочељем доминира висок звоник, складних пропорција. На западном и источним апсидалном зиду су постављене по две плитке нише.

## Црквена уметност
Унутрашње осликавање цркве радили су Матеја Ф. Гајтингер 1933. године и Андреј Биценко. Иконостас је рађен 1924. године.